# ITunes Top 30
De iTunes Top 30 was een programma dat werd uitgezonden door het Nederlandse radiostation Qmusic. De hitlijst gaf een overzicht van de 30 meestverkochte nummers in de Nederlandse iTunes Store van de voorbije week. Het programma werd van 2010 t/m 2014 gepresenteerd door Wouter van der Goes en daarna door Wim van Helden.

## Geschiedenis
De hitlijst werd op 4 september 2010 voor het eerst uitgezonden. De nummer 1 was Mohombi met Bumpy ride. Het programma was voortaan iedere zaterdagmiddag te horen tussen twaalf en drie uur en werd gepresenteerd door Wouter van der Goes. In het voorjaar van 2012 werd de hitlijst verplaatst naar de vrijdagmiddag.
Per mei 2014 nam Wim van Helden de presentatie van de lijst over. Per augustus 2015 werd de non-stop versie geschrapt en werd de gepresenteerde versie op vrijdag met een uur ingekort. Sindsdien werden niet alle nummers meer volledig gedraaid.
Op 16 december 2016 werd de 300ste iTunes Top 30 uitgezonden en dat was tevens de laatste uitzending. De iTunes Top 30 werd vervangen door de Q25.

## Dag top 3
Elke dag werd de iTunes dag top 3 uitgezonden. Dit bevatte een overzicht van de drie meest verkochte nummers van die dag. De iTunes dag top 3 werd gepresenteerd door de presentator die tussen 19:00-21:00 uur was te horen.

## ITunes jaaroverzicht
Tevens werd aan het eind van het jaar een jaaroverzichtslijst van iTunes uitgezonden op Qmusic. In 2010 was dit een top 100 en die werd uitgezonden op 30 december 2010 en herhaald op 1 januari. In 2011 en 2012 werd van 27 t/m 30 december de iTunes Top 500 uitgezonden. De top 500 werd vanaf 2013 weer ingekort tot een top 100 ten behoeve van de herhaling van de Top 500 van het Foute Uur en werd uitgezonden op 27 december en herhaald op 1 januari.